# 傑哈·梅隆
傑哈·梅隆（法語：Gérard Meylan，1952年12月14日—）是法國男演員，他與電影導演侯貝·葛地基揚有著長期合作的關係。

## 作品
- 1996:《不知不覺愛上你》(Nénette et Boni)
- 1997:《愛情不罷工》(Marius et Jeannette)
- 2000:《平靜城市》(La ville est tranquille)
- 2002:《瑪莉嬌和她的兩個情人》(Marie-Jo et ses deux amours)
- 2006:《亞美尼亞行路遙》(Le Voyage en Arménie)
- 2011:《法外見真情》(Les Neiges du Kilimandjaro)

## 外部連結
- 傑哈·梅隆在互联网电影资料库（IMDb）上的資料（英文）